# Rabenstein (Steinau)
Rabenstein ist der kleinste Stadtteil von Steinau an der Straße im osthessischen Main-Kinzig-Kreis.

## Geographie

### Geographische Lage
Rabenstein liegt im Norden des Main-Kinzig-Kreises etwa 15 km nordwestlich des Hauptortes im Vogelsberg. Durch den Ort verläuft die Landesstraße 3195.

### Nachbarorte
Rabenstein grenzt im Norden an den Ort Rebsdorf, im Westen an den Ort Ulmbach, im Süden an den Ort Sarrod, im Südwesten an den Ort Obersotzbach und im Nordwesten an den Ort Unterreichenbach.

## Geschichte

### Ortsgeschichte
Das kleine Dorf wurde im 1560 als Rabenstein bekanntermaßen erstmals urkundlich erwähnt. In der späten Neuzeit war Rabenstein ein Wohnplatz der Gemeinde Sarrod.
Im Zuge der Gebietsreform in Hessen wurde zum 1. April 1972 der Ort aus der Gemeinde Sarrod ausgegliedert und der Gemeinde Ulmbach als Ortsteil zugeschlagen. Zum 1. Juli 1974 wurde Ulmbach im Zuge der Gebietsreform in Hessen kraft Landesgesetz in die Stadt Steinau, heute „Steinau an der Straße“ eingegliedert. Dabei wurde Rabenstein ein eigener Stadtteil von Steinau.
Für den Stadtteil Rabenstein wurde, wie für die anderen Stadtteile von Steinau, ein Ortsbezirk eingerichtet.

### Verwaltungsgeschichte im Überblick
Die folgende Liste zeigt die Staaten und Verwaltungseinheiten, denen Rabenstein angehört(e):
- vor 1684: Heiliges Römisches Reich, adliges Dorf
- ab 1684: Heiliges Römisches Reich, Fürstabtei Fulda, Amt Ulmbach
- ab 1699: Heiliges Römisches Reich, Fürstabtei Fulda, Amt Uerzell[Anm. 2]
- ab 1803: Heiliges Römisches Reich, Fürstentum Nassau-Oranien-Fulda, Amt Uerzell[Anm. 3]
- 1806–1810: Staat des Fürstprimas,[Anm. 4] Fürstentum Fulda, Amt Salmünster
- 1810–1813: Großherzogtum Frankfurt, Departement Fulda, Distrikt Salmünster
- ab 1816: Kurfürstentum Hessen,[Anm. 5] Großherzogtum Fulda, Amt Salmünster[7]
- ab 1821/22: Kurfürstentum Hessen, Provinz Hanau, Kreis Salmünster[8][Anm. 6]
- ab 1830: Kurfürstentum Hessen, Provinz Hanau, Kreis Schlüchtern
- ab 1848: Kurfürstentum Hessen, Bezirk Hanau
- ab 1851: Kurfürstentum Hessen, Provinz Hanau, Kreis Schlüchtern
- ab 1867: Königreich Preußen,[Anm. 7] Provinz Hessen-Nassau, Regierungsbezirk Kassel, Kreis Schlüchtern
- ab 1871: Deutsches Reich, Königreich Preußen, Provinz Hessen-Nassau, Regierungsbezirk Kassel, Kreis Schlüchtern
- ab 1918: Deutsches Reich, Freistaat Preußen, Provinz Hessen-Nassau, Regierungsbezirk Kassel, Kreis Schlüchtern
- ab 1944: Deutsches Reich, Freistaat Preußen, Provinz Nassau, Landkreis Schlüchtern
- ab 1945: Deutsches Reich, Amerikanische Besatzungszone,[Anm. 8] Groß-Hessen, Regierungsbezirk Wiesbaden, Landkreis Schlüchtern
- ab 1946: Deutsches Reich, Amerikanische Besatzungszone, Hessen, Regierungsbezirk Wiesbaden, Landkreis Schlüchtern
- ab 1949: Bundesrepublik Deutschland, Hessen, Regierungsbezirk Wiesbaden, Landkreis Schlüchtern
- ab 1968: Bundesrepublik Deutschland, Hessen, Regierungsbezirk Darmstadt, Landkreis Schlüchtern
- ab 1972: Bundesrepublik Deutschland, Hessen, Regierungsbezirk Darmstadt, Landkreis Schlüchtern, Gemeinde Ulmbach
- ab 1974: Bundesrepublik Deutschland, Hessen, Regierungsbezirk Darmstadt, Main-Kinzig-Kreis, Stadt Steinau
- ab 1978: Bundesrepublik Deutschland, Hessen, Regierungsbezirk Darmstadt, Main-Kinzig-Kreis, Stadt nach „Steinau an der Straße“ umbenannt

## Bevölkerung

### Einwohnerstruktur 2011
Nach den Erhebungen des Zensus 2011 lebten am Stichtag, dem 9. Mai 2011, in Rabenstein 30 Einwohner. Darunter waren keine Ausländer.
Nach dem Lebensalter waren 3 Einwohner unter 18 Jahren, 12 waren zwischen 18 und 49, 6 zwischen 50 und 64 und 9 Einwohner waren älter.
Die Einwohner lebten in 12 Haushalten. Davon waren 3 Singlehaushalte, 3 Paare ohne Kinder und 3 Paare mit Kindern, sowie keine Alleinerziehende und keine Wohngemeinschaften. In 3 Haushalten lebten ausschließlich Senioren und in 6 Haushaltungen leben keine Senioren.

### Einwohnerentwicklung
| Quelle: Historisches Ortslexikon |                                 |
| • 1678:                          | 5 Untertanen                    |
| • 1790:                          | 4 halbe Bauern, 1 Hintersiedler |
| • 1812:                          | 5 Feuerstellen, 50 Seelen       |
| • 1895:                          | 38 Einwohner                    |
| • 2008:                          | 33 Einwohner                    |
| • 2011:                          | 30 Einwohner                    |
| • 2015:                          | 34 Einwohner                    |
| • 2022:                          | 29 Einwohner                    |

## Politik
Für Rabenstein besteht ein Ortsbezirk (Gebiet des ehemaligen Ortsteils Rabenstein) mit Ortsbeirat und Ortsvorsteher nach der Hessischen Gemeindeordnung.
Der Ortsbeirat besteht aus drei Mitgliedern. Bei den Kommunalwahlen in Hessen 2021 betrug die Wahlbeteiligung zum Ortsbeirat 88,89 %. Alle Kandidaten gehören der „Wählerliste Rabenstein“ an. Der Ortsbeirat wählte Matthias Jockel zum Ortsvorsteher.